# آفلا
آفلا (به عربی: أفلا) کوهی در غرب رشته کوه اطلس بزرگ در کشور مراکش است که ۴۰۴۳ متر ارتفاع دارد.